# Härnevi kyrka
Härnevi kyrka är en kyrka i Fjärdhundra församling i Uppsala stift. Den ligger i Stora Härnevi, cirka 11 kilometer norr om Enköping. Före den 1 januari 2006 var Härnevi egen församling.

## Kyrkobyggnaden
Kyrkan är en i stort sett enhetlig sen 1400-talsbyggnad. Äldre dokument visar att det funnits en äldre kyrkobyggnad på platsen innan. Kyrkan består av ett rektangulärt kyrkorum med sakristia i norr och vapenhus i söder. Byggnadsmaterialet är gråsten samt tegel till gavelröstena och dörr- och fönsteromfattningar.
Kyrkorummets tak utgörs av två stjärnvalv som vilar på pilastrar. Sakristian har ett tunnvalv och vapenhuset kryssvalv.
Härnevi kyrka förändrades i stort sett inte alls under 1500- och 1600-tal och endast i mindre omfattning under 1700- och 1800-tal, då de medeltida fönstren i koret och på sydväggen förstorades och det upptogs fönster på nordsidan. Även dörröppningar vidgades, bara portalen mellan koret och sakristian är bevarad i ursprungligt skick. 1956-57 utfördes en omfattande restaurering. De medeltida fönstren rekonstruerades då till sitt ursprungliga utseende och det medeltida tegelaltaret återställdes. Ny bänkinredning tillverkades efter bevarade rester av 1700-tals inredningen och en 1700-tals läktare i bakre delen av långhuset togs bort. Orgeln flyttades till nuvarande position. Koret fick ett nytt tegelgolv och uppvärmning installerades.
Vid kyrkan finns en klockstapel från 1600-talet. I stapeln finns en storklocka och en lillklocka.

## Kalkmålningarna
I kyrkan finns omfattande kalkmålningar som daterats till början på 1480-talet. Målningarna i valven har aldrig varit överkalkade medan de på väggarna överkalkades på 1700-talet. De togs fram och konserverades vid restaureringen på 1950-talet. De är utförda av Albertus Pictor och dennes medhjälpare.

## Inventarier
I vapenhuset finns rester av en dopfunt från 1200-talets senare del. Den är av kalksten och tillverkad på Gotland.

### Orgel
1843 byggdes en orgel av Pehr Gullbergson, Lillkyrka och placerades på en västläktare. Orgeln är mekanisk med slejflåda. 1858 kompletterades orgeln av Gullbergson. 1911 omdisponerades orgeln av A Johansson. 1957 omdisponerades orgeln av Rolf Larsson, Uppsala. Orgeln placerades då i långhusets nordvästra hörn.
| Manual            | Pedal   |
| Principal 8'      | Bihängd |
| Dubbelflöjt 8'    |         |
| Octava 4'         |         |
| Flöjt 4'          |         |
| Qvinta 3' (1957)  |         |
| Octava 2' (1957)  |         |
| Mixtur III (1957) |         |

## Bilder

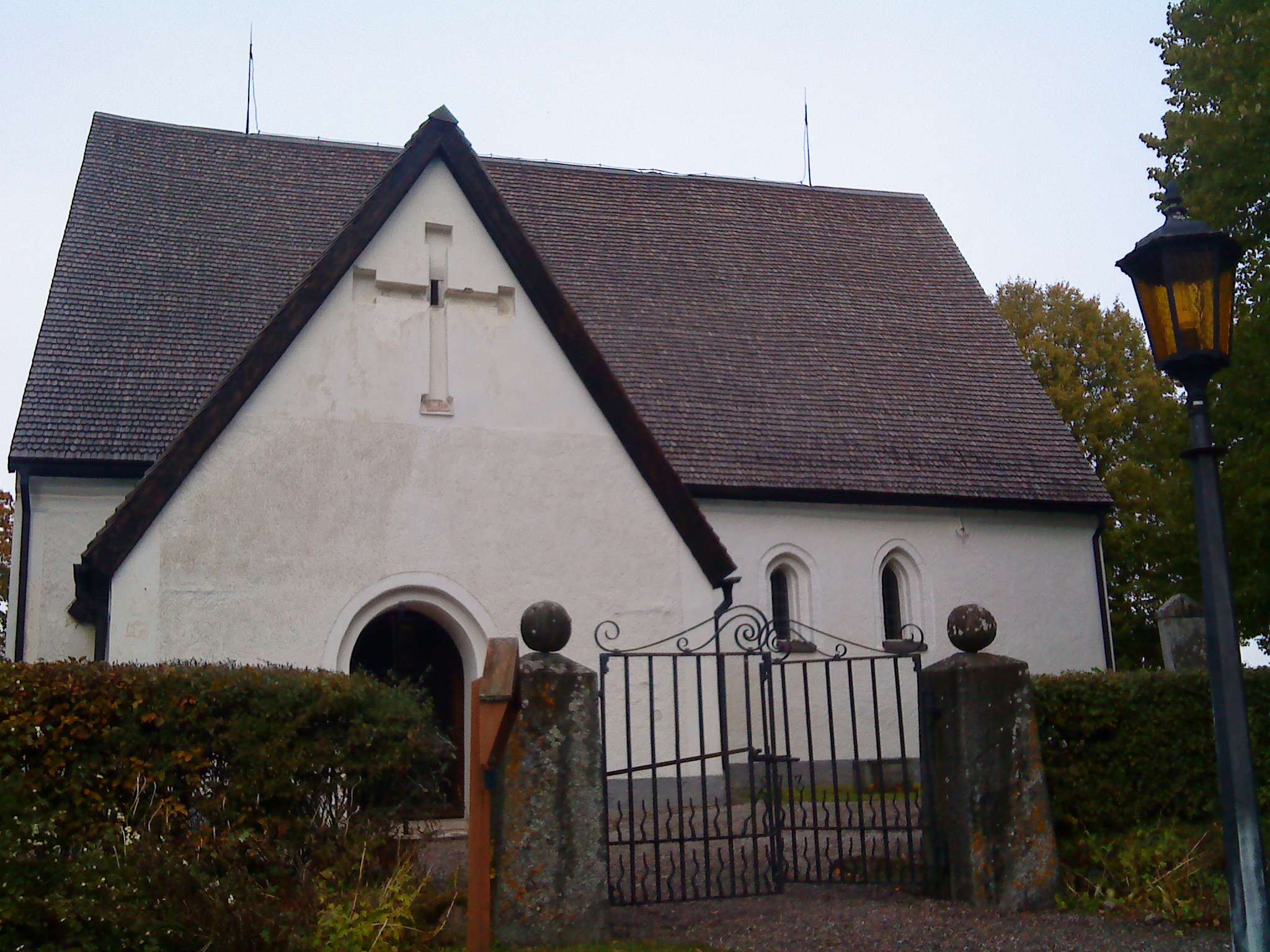
Härnevi kyrka
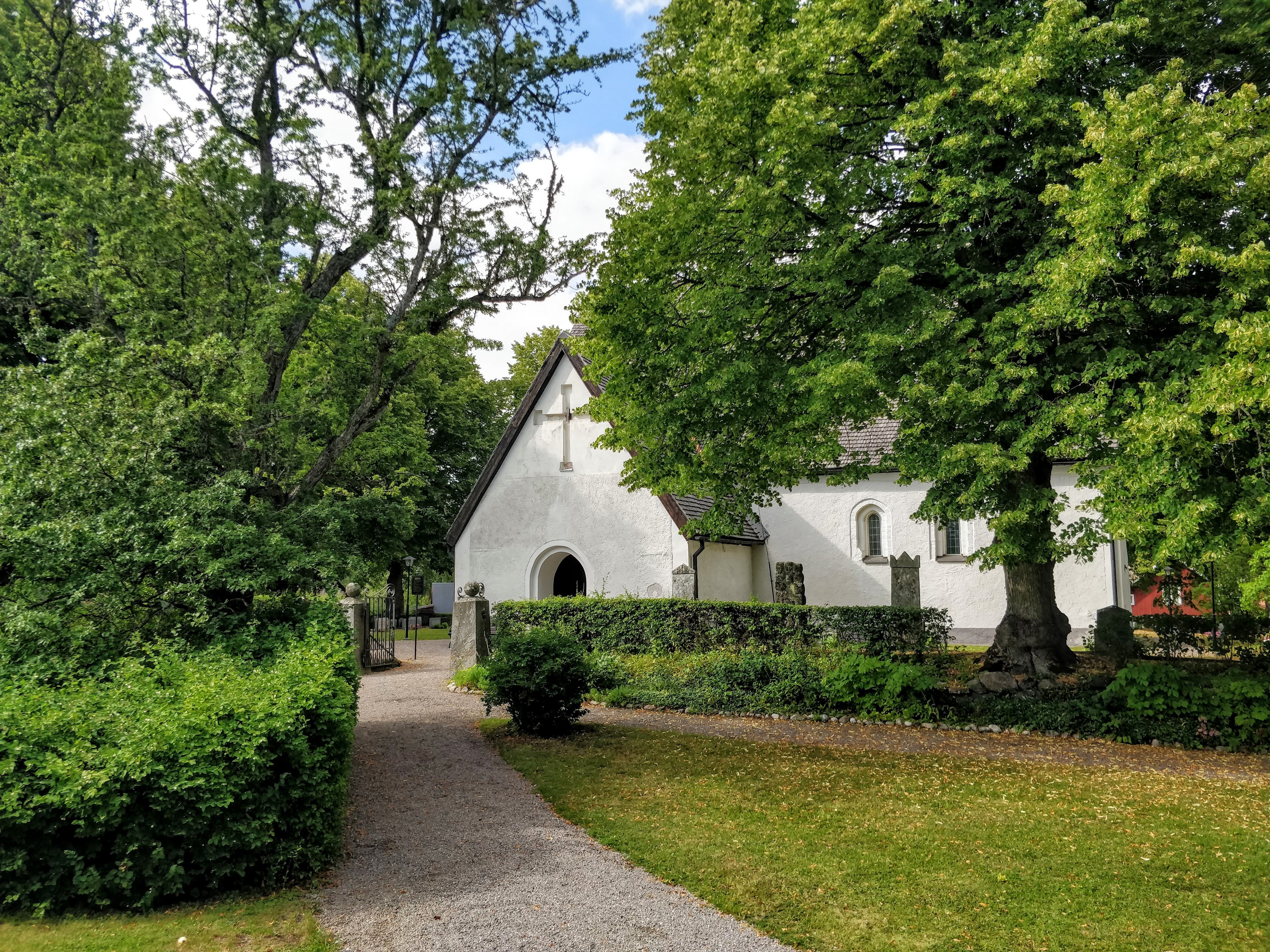
Härnevi kyrka från söder
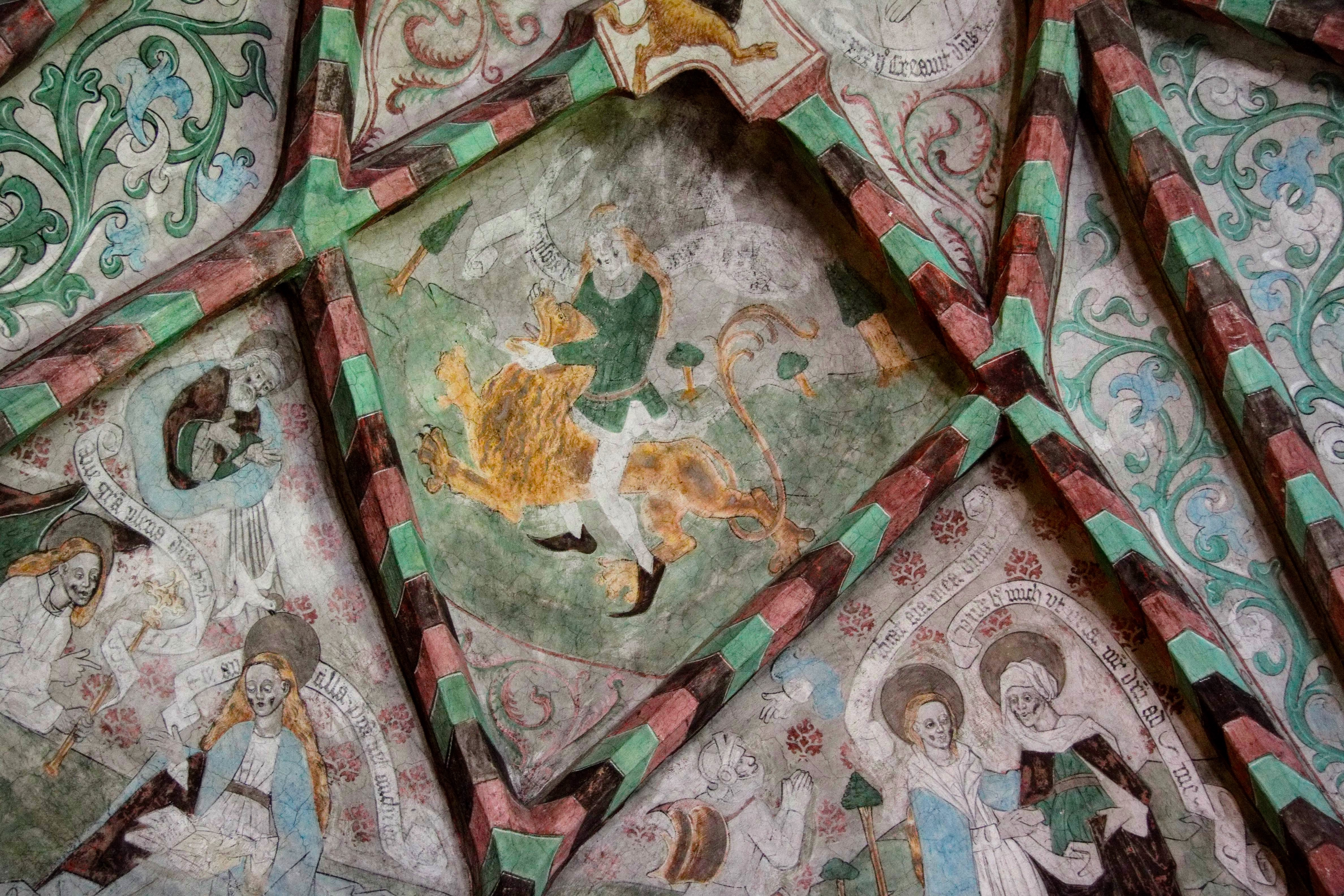
Albertus Pictors målning av Simson och lejonet
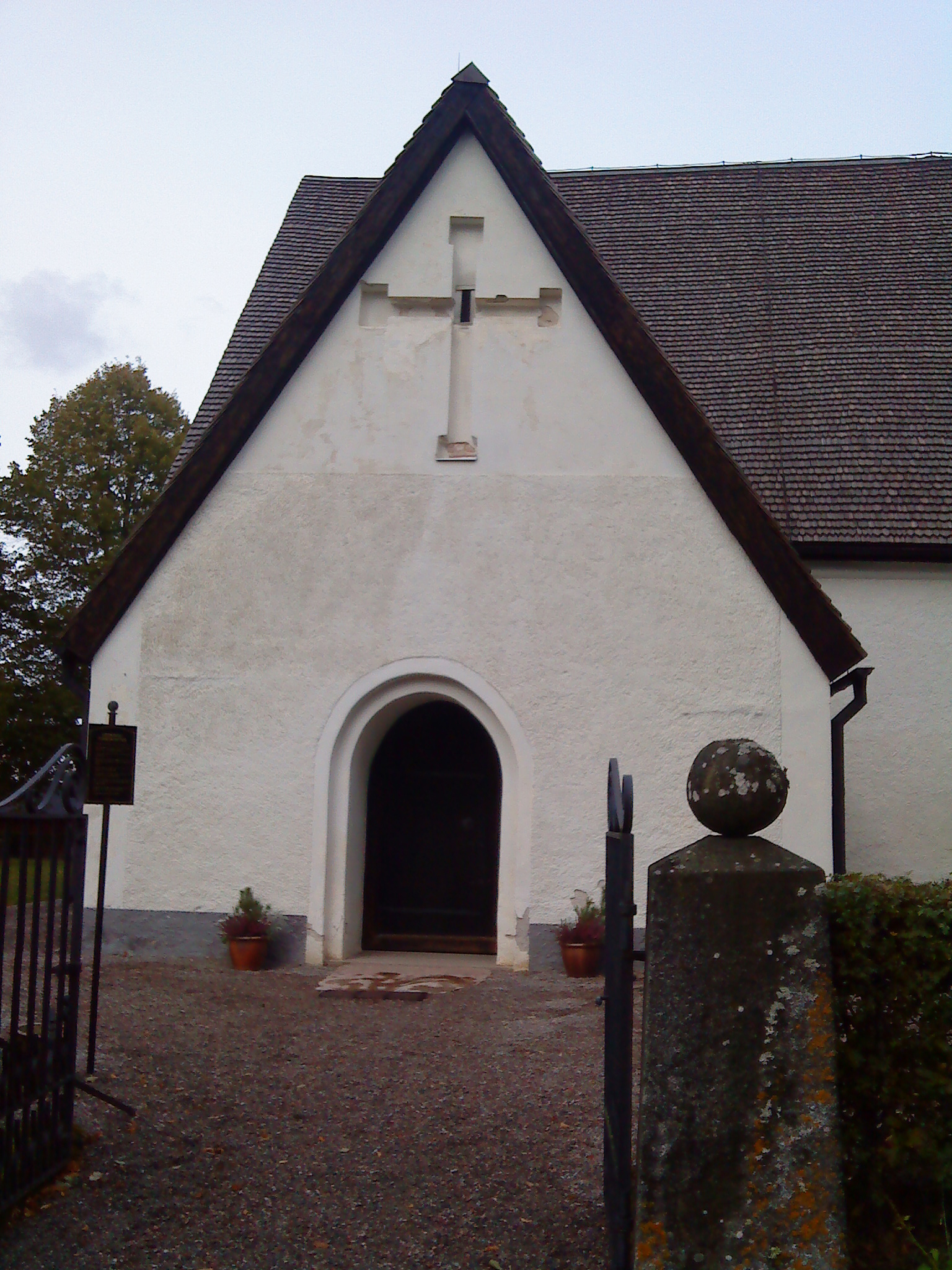
Härnevi kyrka sydportalen
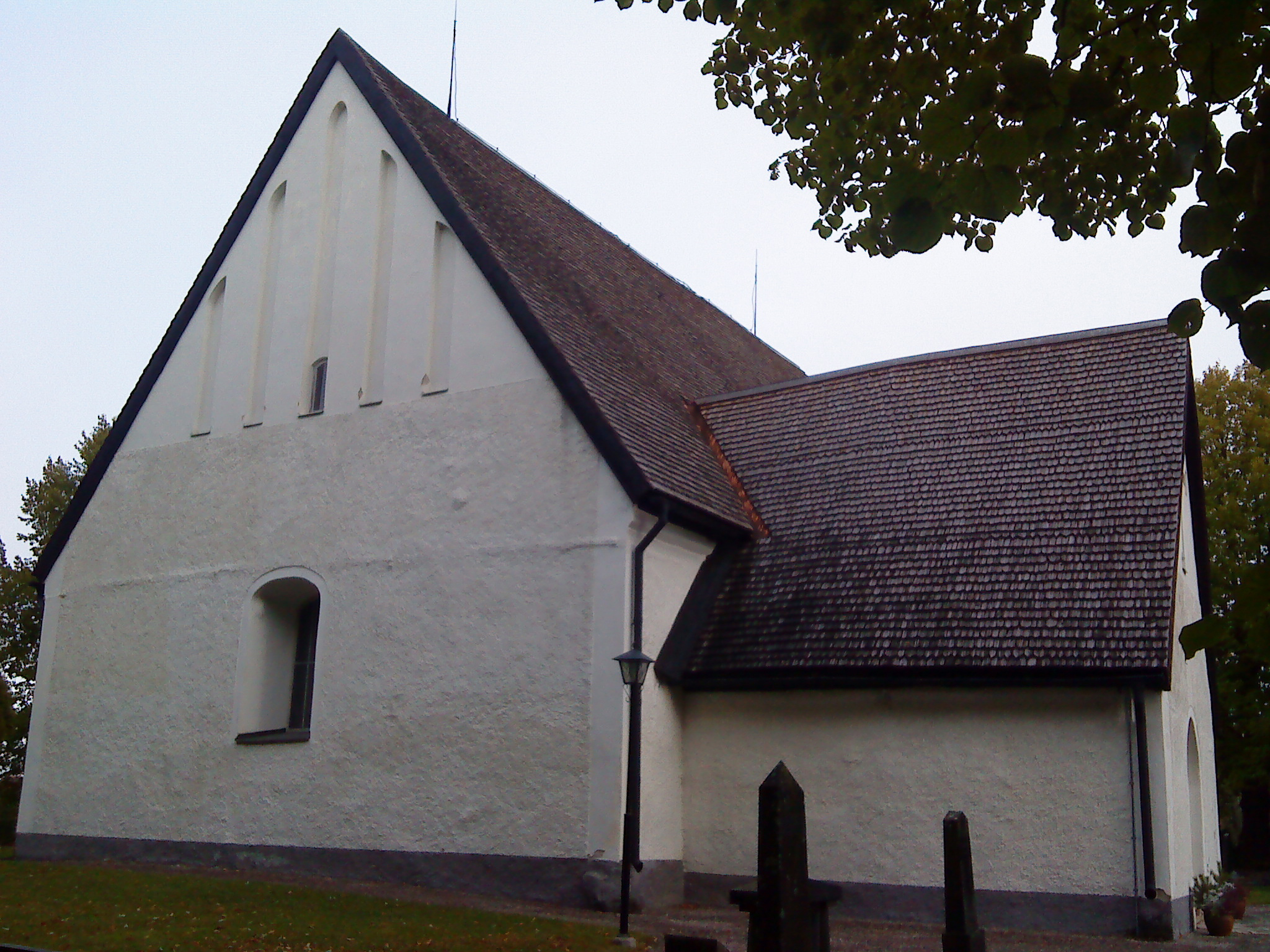
Härnevi kyrka från väster
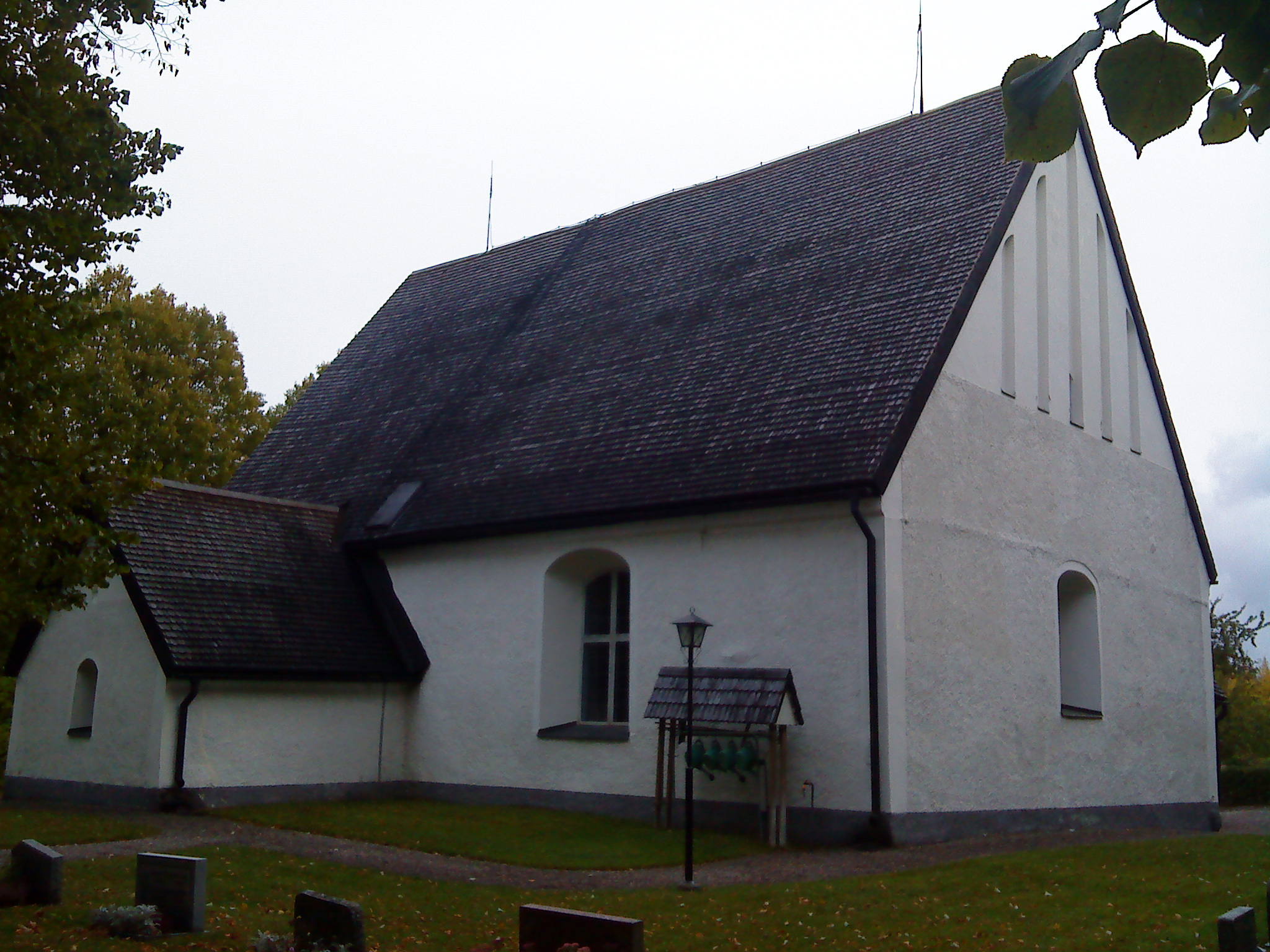
Härnevi kyrka från nordväst
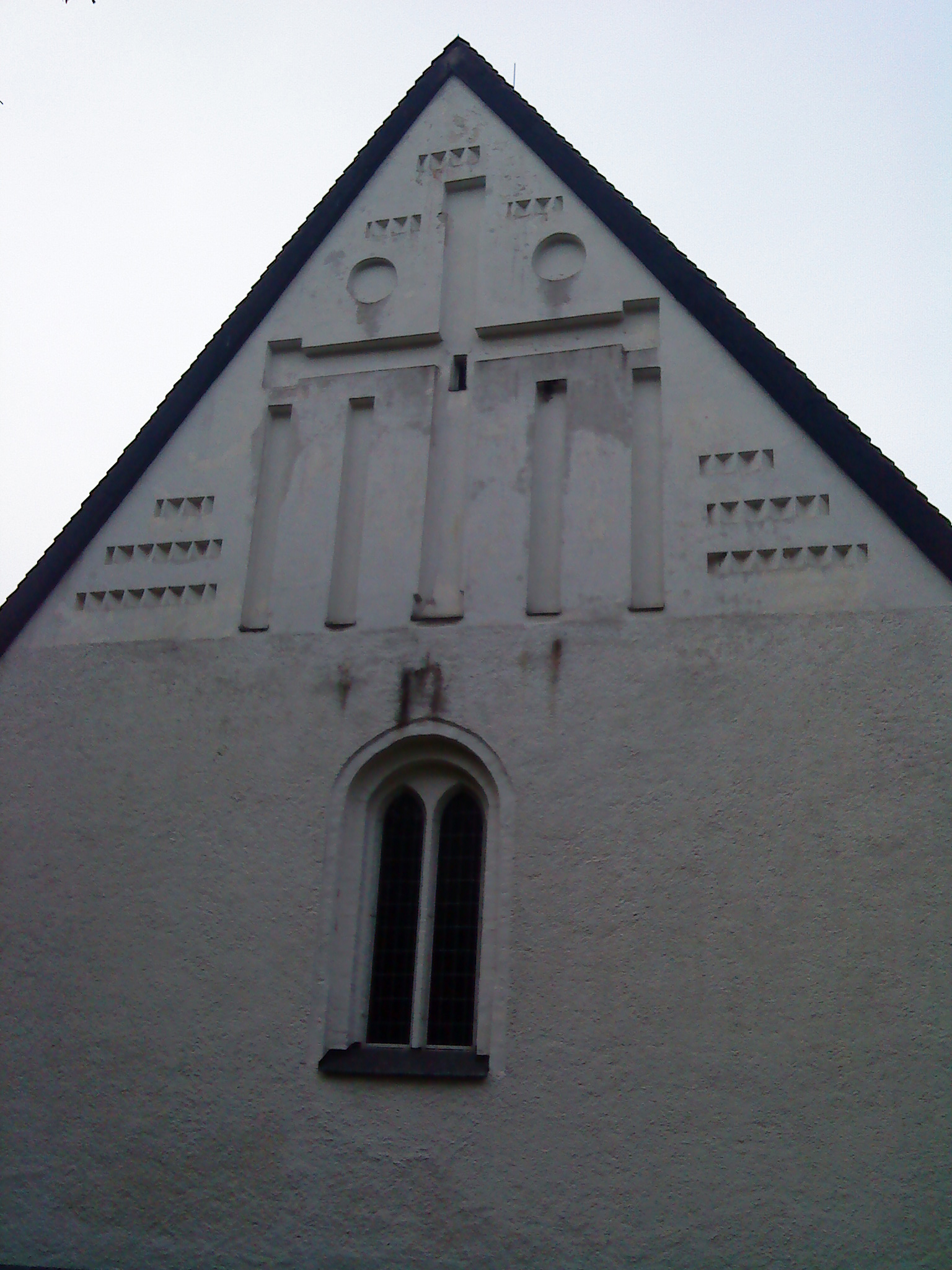
Härnevi kyrka östfasaden
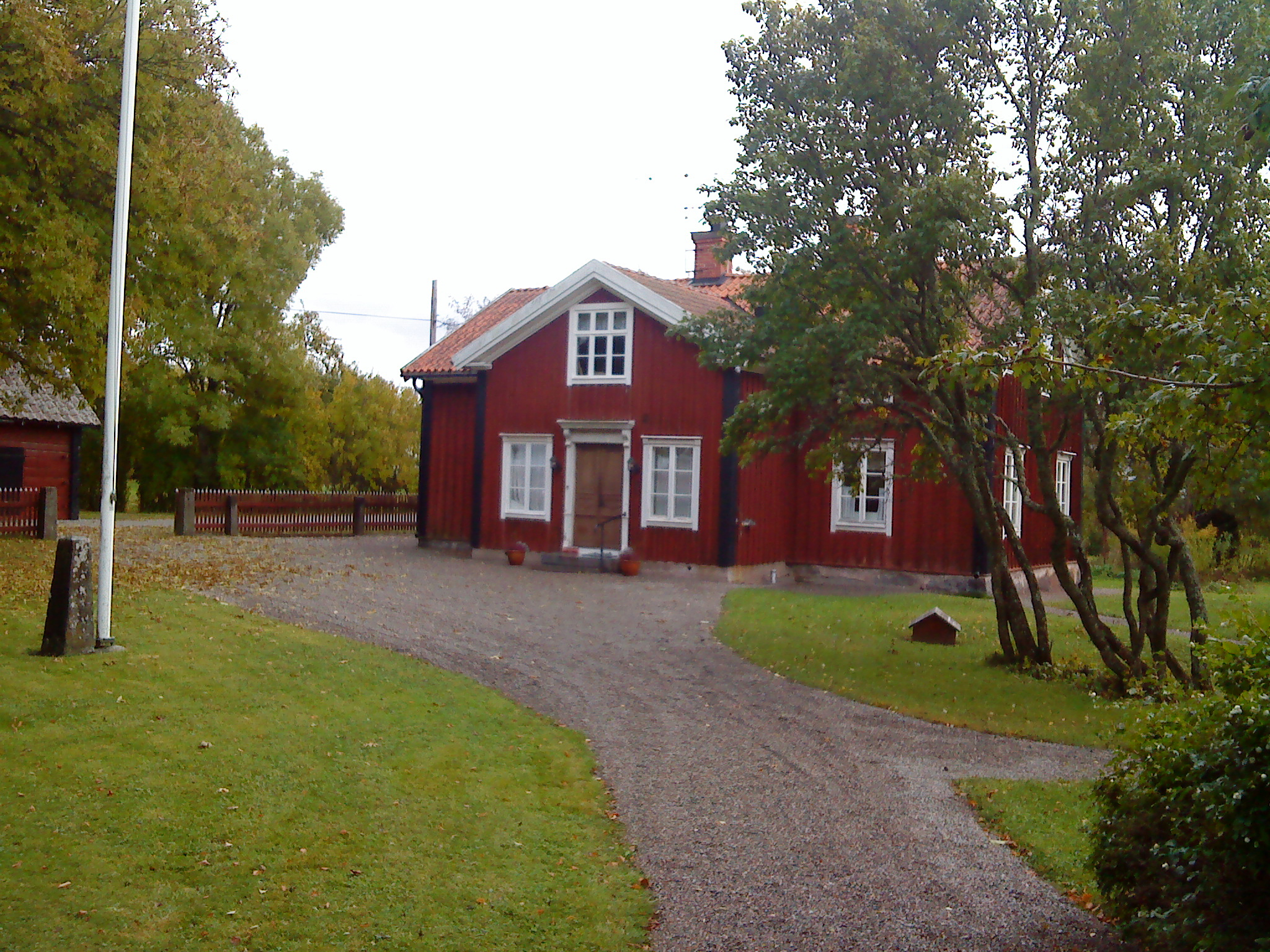
Härnevi församlingshem
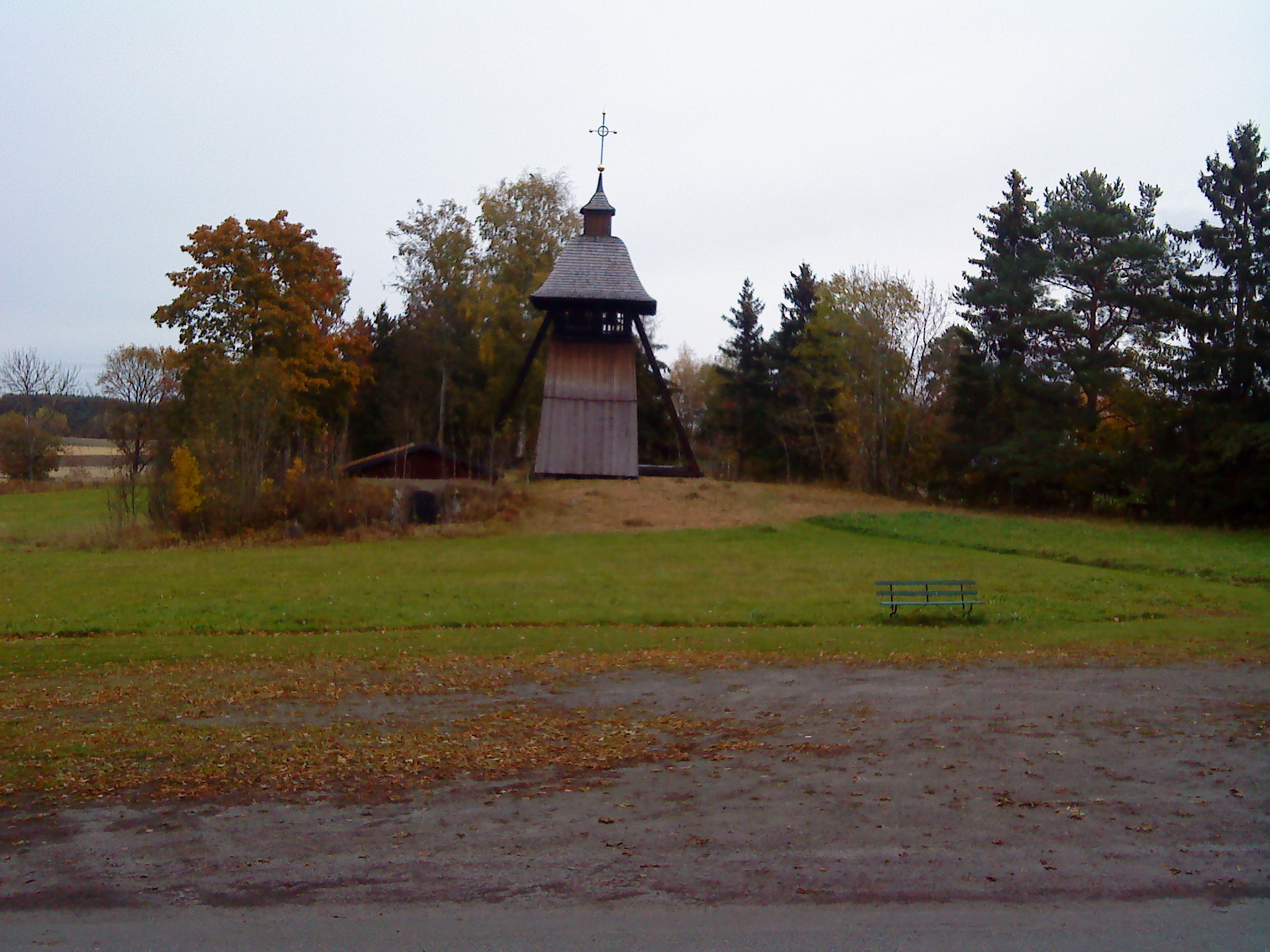
Klockstapeln Härnevi kyrka
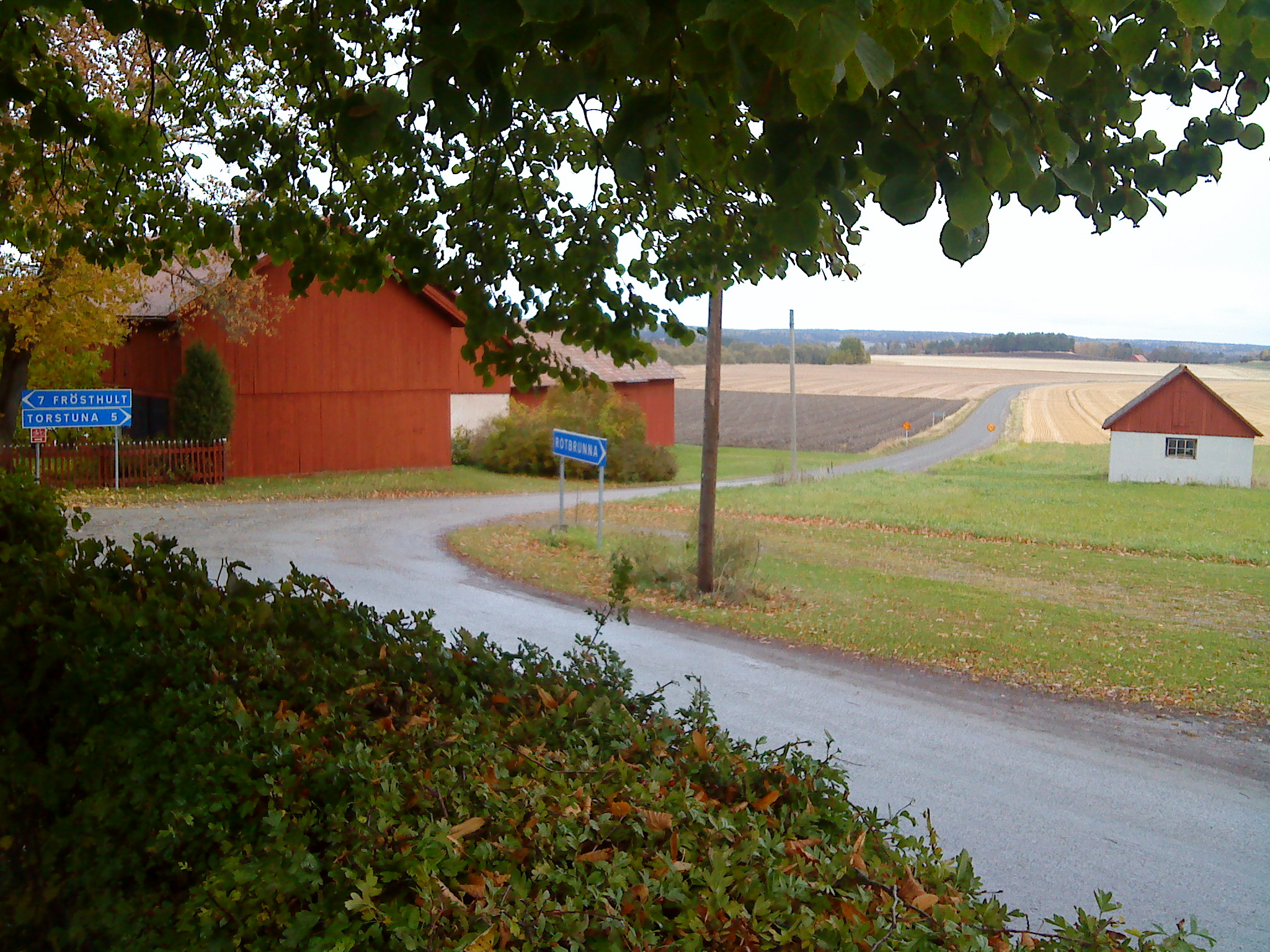
Utsikt från kyrkan mot nordost